# Seat Leon Cross Sport
Der Seat Leon Cross Sport ist eine Fahrzeugstudie der Marke Seat, die auf der IAA 2015 präsentiert wurde. Das Fahrzeug ist bereits die vierte Geländewagen-Studie von Seat.

## Design
Das Fahrzeug basiert auf dem Seat Leon SC Cupra. Die Studie wurde um 4 cm höher gelegt und erhielt schwarz lackierte Beplankungen, die Off-Road Eigenschaften symbolisieren sollen.

## Technik
Das Fahrzeug verfügt über einen permanenten Allradantrieb und hat den 2.0-TSI-Motor mit 300 PS und Doppelkupplungsgetriebe. Im Innenraum ist das Cockpit des normalen Leon inklusive des Multimedia-Systems mit der bekannten Full-Link-Schnittstelle. Als Scheinwerfer verbaut Seat die bereits aus Leon und Toledo bekannten Voll-LED-Scheinwerfer. 